# Betta imbellis
Espèce
Statut de conservation UICN

 LC  : Préoccupation mineure
Betta imbellis, communément appelé Betta paisible, est un poisson actinoptérygien d'eau douce de la famille des osphronemidae. Cette espèce est originaire de Malaisie et d'Indonésie. À la différence de Betta splendens, ce poisson est comme son nom l'indique, paisible.

## Description

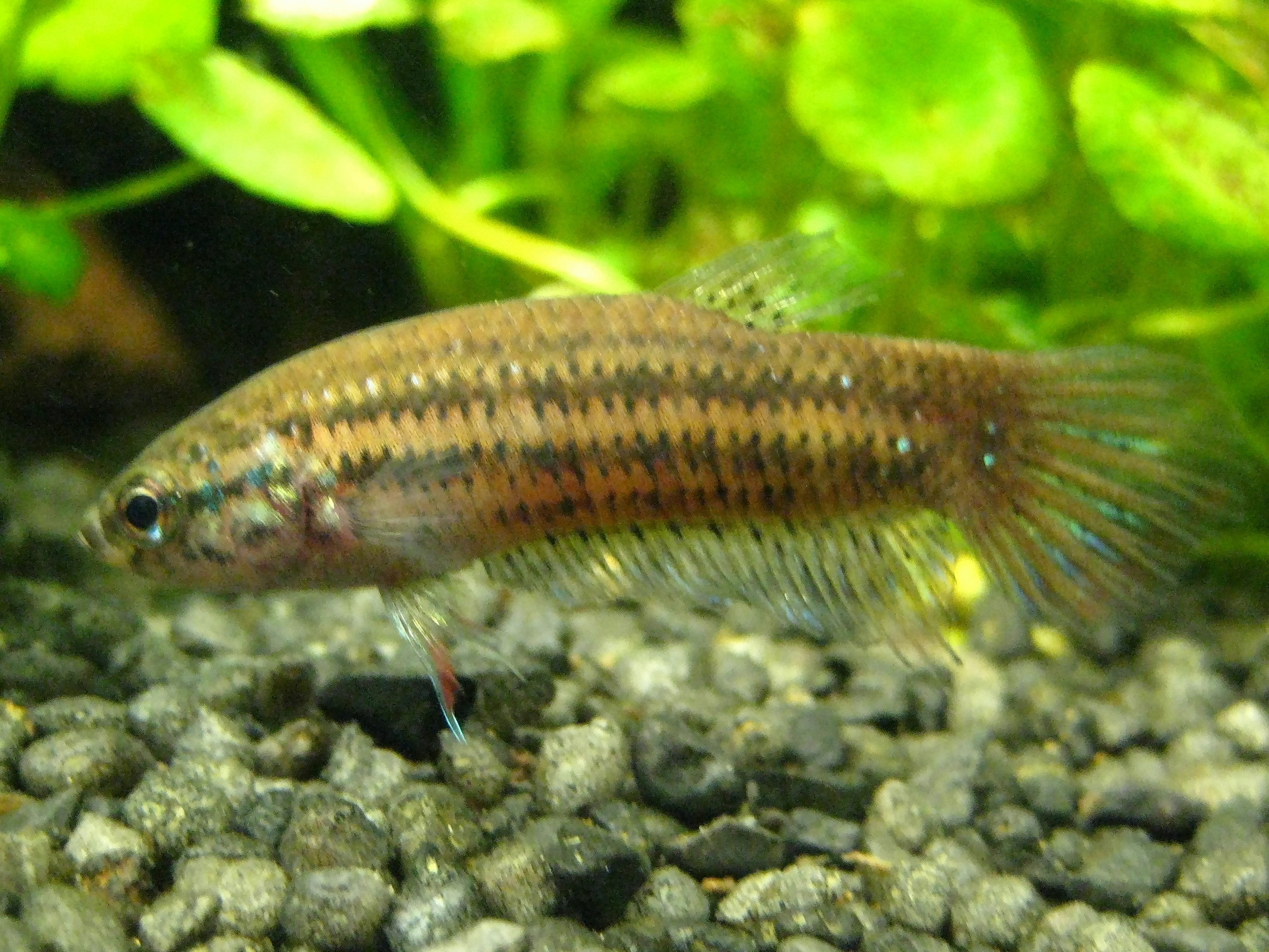
Betta imbellis femelle

Le betta paisible mesure 4,5 cm de long et il est carnivore. La reproduction de Betta imbellis est similaire à celle de Betta splendens mais la production d'œufs est bien moindre.

## Maintenance en captivité
| Origine         | Ile Phuket, Thaïlande du Sud, Malaisie | Eau           | eau douce                                       |
| Dureté de l'eau | 5-10 °GH °GH | pH            | 5,8 à 7,5 ; 6,0 pour la reproduction            |
| Température     | 22 à 28 °C | Volume mini.  | 40 L minimum pour un individu.[réf. nécessaire] |
| Alimentation    | Nourriture vivante ou congelée. Granulé spéciale pour poissons carnivores, si la nourriture contient trop d'aliments végétale, le poisson a de forte chance d'hydropisie. | Taille adulte | Mâle : environ 6 cm, Femelle : environ 5 cm     |
| Reproduction    | Ovipare | Zone occupée  | Tout l'aquarium                                 |
| Sociabilité     | Les mâles parades sans se blesser pour autant. Plus paisible que Betta splendens, il supporte mieux la compagnie d'autres poissons.                                       | Difficulté    | assez facile                                    |

## Étymologie
Son nom spécifique, imbellis, du préfixe privatif latin in-, et bellis, « guerre », fait référence au fait que, contrairement aux autres espèces de ce genre, les mâles ne se battent que rarement.

## Publication originale
- (de) Werner Ladiges, « Betta imbellis nov. spec., der friedliche Kampffisch », DATZ, Allemagne, Natur und Tier - Verlag (d), vol. 28, no 8,‎ août 1975, p. 262-264 (ISSN 1616-3222 et 0003-7265, lire en ligne).